# Архіпов Василь Васильович
Васи́ль Васи́льович Архі́пов — стрілець, батальйон територіальної оборони Донецької області «Донбас», учасник російсько-української війни.

## Життєпис
Походить з шахтарської родини. Закінчив технікум, пройшов строкову військову службу у прикордонних військах, повернувся додому, працював на шахті 10 років. Займався спортом, потім став тренувати молодь, займався спортивним суддівством — зі спортивного собаківництва, суддя першої категорії. Майстер спорту зі спортивного собаківництва, тричі чемпіон УРСР, нагороджений бронзовою медаллю на першості СРСР-1982. Виховав чотирьох чемпіонів України, двох срібних та двох бронзових призерів першості СРСР, 15 майстрів спорту. Старший тренер Донецької області зі собаківництва в 1981—1989 роках.
Після зникнення СРСР, зайнявся з нуля приватним підприємництвом. Переніс інсульт, здоров'я погіршилося, на обох очах з'явилася катаракта, пішов на пенсію.

### Євромайдан і російсько-українська війна
Важко переносив події на Майдані, коли на Донбасі почалися проросійські заворушення, ходив до військкомату, не брали — пенсіонер, записався добровольцем в батальйон «Донбас». Коли зателефонували з батальйону, дружина навіть не намагалася зупинити його. Зібрав усі свої таблетки і вирушив на фронт.
23 травня 2014 року, підрозділ числом в 25 вояків у бою з терористами біля села Карлівка потрапив у засідку. «Дід» був важкопоранений, відстрілювався до останнього патрона, намагався підірватися разом з ворогами, але терористи встигли його розстріляти. Тоді у бою загинули Олег Ковалишин «Рейдер», Микола Козлов «Матвій», Олексій Мирошниченко «Федір» та Денис Рябенко «Рябий», ще п'ять зазнали поранень.
В соцмережах повідомлялось про поховання 27 травня мешканця Макіївки, титулованого кінолога, тренера і судді зі службового собаківництва, який загинув від обстрілу — Архіпова Василя Васильовича, 31 жовтня 1956 року народження, Макіївка.
Без Василя Васильовича залишилися 24-річна донька Олеся, син та дружина. Станом на травень 2016 року, вдова Василя Архіпова Т. С. Звягіна проживала у м. Івано-Франківськ, куди перебралася з донькою.

## Нагороди і вшанування
- Орден «За мужність» III ступеня (12 березня 2021, посмертно) — за особисту мужність, виявлену у захисті державного суверенітету та територіальної цілісності України, самовіддане служіння Українському народу.[1]
- Медаль «Доброволець АТО» (посмертно);